# Friedensbrücke (Breslau)
Die Friedensbrücke (poln. most Pokoju) ist eine 1957 neu gebaute Oderbrücke in Breslau. Sie verbindet die Ohlauer Vorstadt mit der Sandvorstadt östlich der Dominsel und westlich der Grunwaldbrücke.

## Geschichte

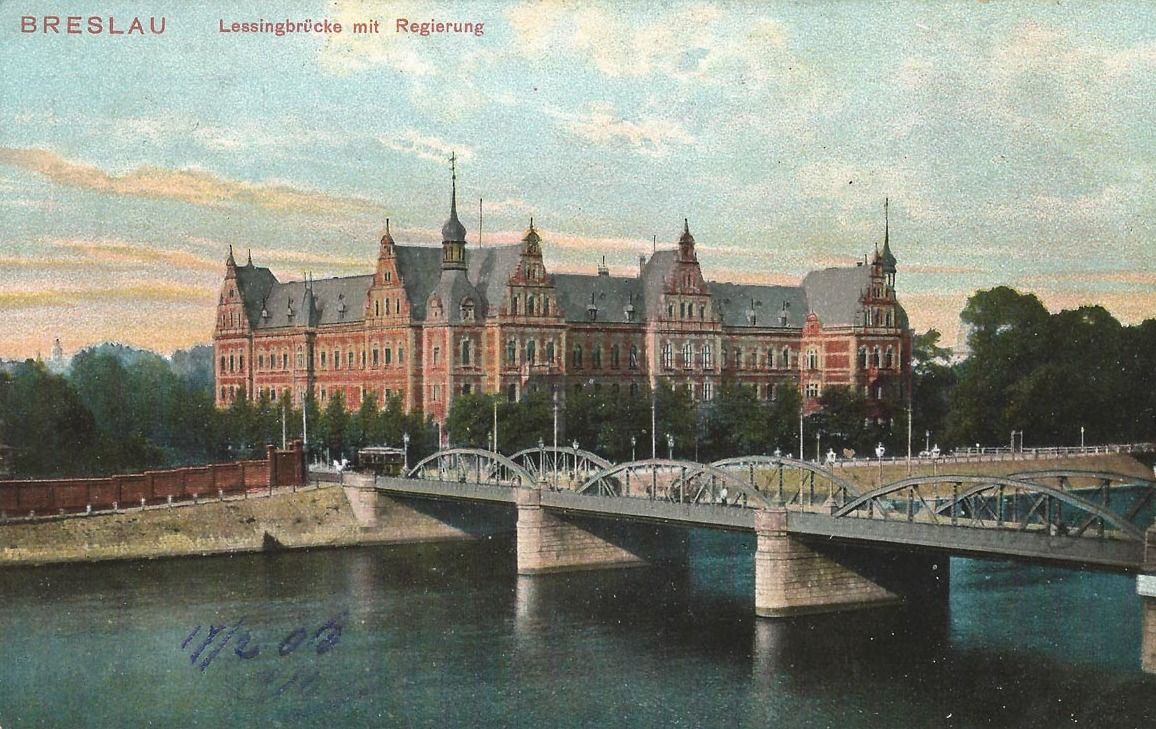
Die alte Lessingbrücke 1908

Im Jahre 1875 wurde im Zuge des groß angelegten Modernisierungsprogramms der Breslauer Brücken oberhalb des Altstadtbereichs nach dem Entwurf des Stadtbaurats Ferdinand Alexander Kaumann eine vierjochige Brücke aus Schmiedeeisen erbaut, die auf den konstruktiven Vorgaben Johann Wilhelm Schwedlers basierte (Schwedlerträger). Sie erhielt den Namen Lessingbrücke zu Ehren des Dichters Gotthold Ephraim Lessing, der einige Jahre in Breslau gewohnt hatte.
Die 1957–1958 anstelle der im Zweiten Weltkrieg zerstörten Lessingbrücke erbaute Spannbetonbrücke mit drei Jochen wurde vom Professor der Technischen Universität Breslau Jan Kmita entworfen. Lediglich die Brückenköpfe der alten Brücke konnten in die neue Konstruktion einbezogen werden. Die Brücke wurde zunächst als most Wojewódzki (Woiwodschaftsbrücke) nach dem benachbarten Woiwodschaftsamtgebäude bezeichnet und 1966 in Anlehnung an den Rapacki-Plan in Anwesenheit von Adam Rapacki zur Friedensbrücke umbenannt.

## Beschreibung
Die Brücke besteht aus zwei unabhängigen Spannbetonkästen auf zwei gemeinsamen Strompfeilern, wobei der westlich gelegene Brückenkasten ursprünglich die Straßenbahngleise und einen Bürgersteig aufnahm und der breitere östliche eine vierspurige Fahrbahn und einen Bürgersteig. Während der Sanierung am Anfang des 21. Jahrhunderts wurden die Straßenbahngleise in die Mitte verlegt, so dass es nun zwei separate Fahrbahnen je zwei Spuren beidseits der Straßenbahngleise gibt.
Die sehr schlanke und schmucklose Form wurde vom Entwurfsverfasser bewusst gewählt, um den Blick auf die Dominsel ungestört zu halten.